# Girona Futbol Club (femení)
El Girona Futbol Club Femení és la secció femenina del Girona Futbol Club, el principal club de la ciutat de Girona. Va ser establert el 14 d'agost de 2021, després de l'absorció del FC Sant Pere Pescador. Actualment milita a la Tercera Federació FutFem, la quarta categoria del futbol femení estatal.

## Història
Encara que el Girona FC va tenir un equip femení sènior durant diversos anys, les limitacions financeres van obligar el club a renunciar al seu lloc de la Segona Divisió (coneguda ara com a Primera Federació Futfem) el 2013 i a cessar les seves operacions el 2016. El Girona FC Femení va tornar a la competició la temporada 2017-18, a la Segona Divisió Catalana, aleshores la cinquena categoria del futbol femení estatal. Tres temporades més tard, el club va comprar la secció femenina del FC Sant Pere Pescador, canviant el nom a Girona FC Femení, i començant a jugar a la Primera Nacional, aleshores la tercera categoria estatal.

## Trajectòria
| \| Temporada \| Categoria[nota 1] \| Lliga \| Classificació \| \| --------- \| ----------------- \| ------------------ \| ------------- \| \| 2020–21 \| 3 \| Primera Nacional \| 12[5] \| \| 2021–22 \| 4 \| Preferent Catalana \| 5[6] \| \| 2022–23 \| 5 \| Preferent Catalana \| 5[7] \| \| 2023–24 \| 5 \| Preferent Catalana \| 3[8] \| \| 2024–25 \| 5 \| Preferent Catalana \| 3[9] \| \| 2025-26 \| 4 \| Tercera Federació \| \| 1. 2. 3. 4. 5. 6. 7. 8. 9. |           |                    |               |
| Temporada | Categoria | Lliga              | Classificació |
| 2020–21 | 3         | Primera Nacional   | 12            |
| 2021–22 | 4         | Preferent Catalana | 5             |
| 2022–23 | 5         | Preferent Catalana | 5             |
| 2023–24 | 5         | Preferent Catalana | 3             |
| 2024–25 | 5         | Preferent Catalana | 3             |
| 2025-26 | 4         | Tercera Federació  |               |